# Inga multicaulis
Inga multicaulis är en ärtväxtart som beskrevs av George Bentham. Inga multicaulis ingår i släktet Inga och familjen ärtväxter. IUCN kategoriserar arten globalt som starkt hotad. Inga underarter finns listade i Catalogue of Life.